# یوگنی پاشوکانیس

یوگنی پاشوکانیس

یِوگِنی بورینسلاوویچ پاشوکانیس (روسی: Евгений Брониславович Пашуканис) (زاده ۱۸۹۱ - درگذشته ۱۹۳۷) سیاستمدار، حقوقدان و تئوریسین مارکسیست بود.